# Pete Gallio
Peter Campbell Gallio  (* 5. August 1966 in Virginia; † 31. Mai 2022) war ein US-amerikanischer Jazzmusiker (Tenorsaxophon, Flöte).

## Leben und Wirken
Gallio wuchs in Texas auf und erhielt eine musikalische Ausbildung an der University of Miami (mit deren Concert Jazz Band erste Aufnahmen entstanden) und der University of North Texas. Im Laufe seiner Karriere war er weltweit auf Tourneen mit bekannten Bigbands bzw. Ghost Bands wie der Artie Shaw Band, mit Woody Herman and His Orchestra und der Stan Kenton Alumni Band (Have Band Will Travel, 2008). Des Weiteren arbeitete er mit dem Latino-Musiker José Luis Rodrigues (El Puma), der Disco-Formation KC and the Sunshine Band und der Haitian Magnum Band sowie mit Jazzgrößen wie Maynard Ferguson, Joe Williams, Dizzy Gillespie, David Liebman, Bob James, Diane Schuur, Buddy DeFranco, Louie Bellson, auch mit Jay Thomas, der Mike Vax Big Band und dem Oliver Groenewald Newnet. Als Sessionmusiker begleitete er auch Frankie Valli, The Four Tops, Ben E. King, Pete Drungle und The Temptations. Gallio trat ferner bei einem Thelonious Monk Tribut-Konzert Evidence  auf und war in Dallas Mitglied des Quartet Out, mit dem er zwei Albern vorlegte. Beeinflusst wurde er musikalisch von John Coltrane, Michael Brecker und George Garzone. Im Bereich des Jazz war er laut Tom Lord zwischen 1985 und 2015 an 13 Aufnahmesessions beteiligt, zuletzt im Stan Kenton Legacy Orchestra (Storming Through the South).

## Diskographische Hinweise
- Quartet Out: Welcome to the Party (1997), mit Jim Sangrey, Lyles West, Dennis Durick
- Dave Zoller: 3 X 4 X 3 (1998), mit Mike Davis, Dennis Durick
- Quartet Out: Live at the Meat House (2002), mit Jim Sangrey, Lyles West, Dennis Durick
- Dave Zoller: Evidence – Music of Thelonious Monk (2017), mit Jonathan Fisher, Woody Berner[3]